# 電子情報製品生産汚染防止管理弁法
電子情報製品生産汚染防止管理弁法（でんしじょうほうせいひんせいさんおせんぼうしかんりべんほう）とは、電子・電気機器における特定有害物質の使用制限についての中国による法規制である。2006年2月28日に公布され、2007年3月1日にその第一段階が発効した。欧州連合(EU)によって施行されているRoHS指令と同じ物質を同程度の基準値によって規制することから、一般に中国版RoHS指令の通称で呼称される。本稿でもこの通称で記載する。

## 内容
中国版RoHS指令は中国で販売される全ての電子情報機器を対象とし、以下の六物質について規制する。規制物質と含有基準値はともに本家RoHS指令と同等である。ただし、本家RoHSと異なり適切な代替手段がない場合の適用除外は無い。
1. 鉛 ：1,000ppm以下
2. 水銀 ：1,000ppm以下
3. カドミウム ：100ppm以下
4. 六価クロム ：1,000ppm以下
5. ポリ臭化ビフェニル (PBB) ：1,000ppm以下
6. ポリ臭化ジフェニルエーテル (PBDE) ：1,000ppm以下

但し、「国家が規定するその他の有害物質」についても規制対象として記載されており、現段階では規定されていないものの、将来中国当局によって規制物質が追加される可能性がある。

## 実施方法
中国版RoHS指令は以下の二段階で施行される予定である。

### 第一ステップ　六物質含有情報の表示の義務化
2007年3月1日施行。規制六物質についての含有情報表(○×表示、含有しないときが○)、製品の「環境保護使用期限(後述)」の設定及びマークによる明示、包装材の材質を示すリサイクルマークの掲示などが求められる。これらの表示、説明を行えば規制物質を含有していても中国国内での販売に支障は無い。

### 第二ステップ　　規制物質含有製品の販売規制
実施時期未定。当局の制定する「重点管理リスト」に載った製品につき規制物質の含有を基準値以下に管理することが義務付けられ、かつ中国強制認証制度の認証合格を受けなければ製品を中国国内で販売することが出来なくなる。「重点管理リスト」の対象物質、制定時期、およびこの規制そのものの発行時期の全てが現段階では不明である。

## 規制対象製品
中国国内で販売される電子情報製品全てが対象である。中国の信息産業部が管轄する「電子情報製品」が対象であり、他の分野の製品については含まれないのが特徴。

### 規制対象外
- 中国国外へ輸出される最終製品、または輸出用製品を作る為に中国国内に輸入される材料、部品。
- 複写機及びその部品※　（現段階において中国国内の分類で複写機が電子情報機器に含まれていない為)
- 軍事用途製品及びその部品※
- 白物家電及びそのコンポーネント※
- 自動車の生産組立に直接供給される電子部品※
- メンテナンス用パーツ、交換保証部品※
- 研究開発・テスト用のモックアップ、サンプル、展示品等
- 中古品

　　※部品について、B2Bでの専用供給ではなく、単独の商品として販売される場合は規制対象

## 問題点
- 製品への表示が義務付けられる「環境保護使用期限」についての内容が不明確である。定義としては「環境に対する品質的安全性の期限をいうものであって、電子情報製品中に含まれる有毒有害物質又は元素の漏洩若しくは突然変異によって、環境を汚染したり、人体や財産に深刻な損害を及ぼしたりすることの無い期限」であり、メーカーが自己判断で設定できるものとされるが、実態は非常に曖昧である。ガイドラインとして「環境保護使用期限通則」の案が公表されたが、2007年7月1日時点において未だに正式公布されておらず、発行予定時期についても2007年2月、5月、8月、年内と4度修正されている。
- 現状で規制が第一ステップである該当物質含有情報の表示義務に留まっており、第二ステップとして将来的にどの製品についていつ規制されるのかなど全て不明確である。